# Gonomyia (Leiponeura) curvistyla
Gonomyia (Leiponeura) curvistyla is een tweevleugelige uit de familie steltmuggen (Limoniidae). De soort komt voor in het Oriëntaals gebied.